# Chirindia swynnertoni
Espèce
Synonymes
- Amphisbaenula orientalis Sternfeld, 1911
- Chirindia bushbyi Cott, 1934

Chirindia swynnertoni est une espèce d'amphisbènes de la famille des Amphisbaenidae.

## Répartition
Cette espèce se rencontre au Zimbabwe, dans le sud du Mozambique et en Tanzanie. 

## Description
Cette espèce de lézard est apode.

## Étymologie
Cette espèce est nommée en l'honneur de Charles Francis Massey Swynnerton (1877–1938).

## Publication originale
- Boulenger, 1907 : Descriptions of a new Toad and a new Amphisbaenid from Mashonaland. Annals and Magazine of Natural History, sér. 7, vol. 20, p. 47-49 (texte intégral).